# Hrvatski rukometni kup za muškarce 2013./14.
Hrvatski rukometni kup za muškarce za sezonu 2013./14. je dvanaesti put zaredom osvojio Croatia osiguranje iz Zagreba.

## Rezultati

### Osmina završnice
| klub1                            | rez.  | klub2           |
| -------------------------------- | ----- | --------------- |
| Marina Kaštela (Kaštel Gomilica) | 30:22 | Karlovac        |
| KTC Križevci                     | 26:28 | Dubrava Zagreb  |
| Croatia osiguranje Zagreb        | 31:23 | Umag            |
| Ivanić (Ivanić-Grad)             | 29:28 | Poreč           |
| Kozala Rijeka                    | 19:40 | NEXE Našice     |
| Zamet Rijeka                     | 29:27 | Spačva Vinkovci |
| Varaždin                         | 34:21 | Đakovo          |
| Metković 1963                    | 29:27 | Metalac Zagreb  |

### Četvrtzavršnica
| klub1                            | rez.  | klub2                     |
| -------------------------------- | ----- | ------------------------- |
| NEXE Našice                      | 37:20 | Zamet Rijeka              |
| Metković 1963                    | 28:31 | Varaždin                  |
| Marina Kaštela (Kaštel Gomilica) | 27:32 | Croatia osiguranje Zagreb |
| Ivanić (Ivanić-Grad)             | 26:27 | Dubrava Zagreb            |

### Završni turnir
Igrano od 16. do 18. svibnja 2014. u Umagu.
| klub1                     | rez.          | klub2                     |
| poluzavršnica             | poluzavršnica | poluzavršnica             |
| ------------------------- | ------------- | ------------------------- |
| Dubrava Zagreb            | 33:29         | NEXE Našice               |
| Croatia osiguranje Zagreb | 38:28         | Varaždin                  |
|                           |               |                           |
| za treće mjesto           |               |                           |
| NEXE Našice               | 27:29         | Varaždin                  |
|                           |               |                           |
| za pobjednika             |               |                           |
| Dubrava Zagreb            | 18:39         | Croatia osiguranje Zagreb |

## Poveznice
- Premijer liga 2013./14.
- 1. HRL 2013./14.
- 2. HRL 2013./14.
- 3. HRL 2013./14.
- 5. rang hrvatskog rukometnog prvenstva 2013./14.